# Hryhorij Połetyka
Hryhorij Połetyka (ukr. Полетика Григорій Андрійович, ur. 1725 w Romnie, zm. 7 grudnia 1784 w Petersburgu) – działacz społeczny, pisarz, historyk, tłumacz, członek Rosyjskiej Akademii Nauk.
Ukończył Akademię Kijowsko-Mohylańską. W latach 1764–1773 był głównym inspektorem korpusu szlacheckiego.

## Dzieła
- „Сборник прав и привилегий малороссийского шляхетства”
- „Записка, как Малая Россия во время владения польського разделена была и о образе ее управления”
- „Возражения на постановление Малоросийской колегии господину депутату Д. Натальину”
- „Мнение на читаный в 1768 г. в комисси «Проэкт прав благородных”
- „Записка о начале Киевской Академии”
- „Словарь на шести языках: на российском, греческом, латынском, французком, немецком и английском”

Według przypuszczeń niektórych historyków (О. Łazarewskiego, W. Horłenki, I. Borszczaka) był on, wraz z synem, autorem „Istorii Rusiw”. Opowiadał się za autonomią Ukrainy w granicach Rosji, oraz za rozszerzeniem przywilejów ruskiej szlachty.

## Literatura
- Władysław Serczyk – „Historia Ukrainy”, Wrocław 1990, ISBN 83-04-00443-7.